# Kirsti Andersen
Kirsti Møller Andersen (født 9. december 1941 i København) er en dansk matematiker og lektor i matematikkens historie ved Aarhus Universitet.
Hun blev cand.scient. i matematik ved Aarhus Universitet i 1967 og erhvervede doktorgraden (dr. scient.) ved Aarhus Universitet i 2005 med disputatsen The Geometry of an Art: The History of the Mathematical Theory of Perspective from Alberti to Monge.
Kirsti Andersen blev efter sin kandidateksamen i 1967 ansat som amanuensis ved "Institut for de eksakte naturvidenskabers Historie" ved Aarhus Universitet. Her blev hun senere ansat som lektor med  matematikkens historie som forskningsfelt.
Kirsti Andersen har i sin forskning især arbejdet med de matematiske teorier knyttet til perspektivlæren og hun er forfatter til flere større arbejder i dette område. Hendes grundige studier fik en markant afrunding i disputatsen fra 2005, der er publiceret på det ansete Springer-Verlag.
Kirsti Andersen har også gjort en stor indsats for formidling af matematikkens historie i forbindelse med den gymnasiale undervisning.